# Костёр растопыренный
Костёр растопыренный (лат. Bromus squarrosus) — вид травянистых растений рода Костёр (Bromus) семейства Злаки (Poaceae).

## Ботаническое описание
Однолетние травянистые растения с тонкими мочковатыми корнями. Стебли прямые, голые, одиночные или в числе немногих, 10—50 см высотой и ⅔—1⅓ мм толщиной. Листья зелёные, узколинейные, плоские или отчасти вдоль сложенные, 1—3 мм шириной, вместе с влагалищами пушистые от тонких и довольно длинных отстоящих волосков. Язычок короткий, до 2 мм длиной.
Метёлка рыхлая, нагнутая на одну сторону, 4—10, редко более, см длиной и 2—5 см шириной, ветви её тонкие, изогнутые, коротко-волосистые, отходят от общей оси по 1—5 вместе и несут каждая по 1, редко по 2—3 колоска. Колоски продолговато-яйцевидные, до цветения почти ланцетовидные, 7—13 (редко более)-цветковые, 12—23 (редко более) мм длиной и во время цветения и после него 6—10 мм шириной, светло-зелёные. Колосковые чешуйки эллиптические, коротко-заострённые, голые или мохнато-пушистые; верхняя обыкновенно 9-жилковая, 6—8 мм длиной, на ¼ длиннее 5-жилковой нижней. Наружная прицветная чешуйка также голая или мохнатая, широкоэллиптическая, или ромбически-эллиптическая, тупая, на верхушке более или менее глубоко надрезанная на 2 зубчика, реже почти цельная, 9-жилковая, 7—9 мм длиной и около 5 мм шириной, почти вдвое шире и немного длиннее внутренней гладкой, лишь по килям негусто усаженной длинными ресничками. Ость выходит на 1—2 мм ниже верхушки чешуйки, почти равна ей или немного короче, у верхних цветков в колоске — 5—8 мм длиной, шероховатая, близ своего основания плосковатая, слегка скрученная, изогнутая и отклонённая в сторону. Пыльники овальные, около 1 мм длиной, в 8—10 раз короче чешуйки. Зерновка бурая, линейно-продолговатая, плоско сжатая, около 6 мм длиной и 1¾—2 мм шириной. 2n=14.

## Распространение и экология
Северная Африка и Евразия. Встречается на каменистых и мелкозёмистых склонах, песках, галечниках, в степях и полупустынях, у дорог.

## Синонимы
- Bromus balsiensis Prodan
- Bromus briziformis Willk.
- Bromus coloratus Baumg. ex Nyman
- Bromus hirsutus Schrank
- Bromus leptostachys Pieri
- Bromus littoralis Steud.
- Bromus megastachys Borbás
- Bromus noeanus Boiss.
- Bromus stribrnyi Velen.
- Bromus valdefissus Sennen & Mauricio
- Bromus villosus (Roth) C.C.Gmel.
- Bromus volgensis Willd.
- Bromus wolgensis Fisch. ex J.Jacq.
- Forasaccus squarrosus (L.) Bubani
- Serrafalcus mollissimus Arv.-Touv.
- Serrafalcus squarrosus (L.) Bab.

и другие.